# Rhaphidura (Tiergattung)
Rhaphidura ist eine kleine Vogelgattung in der Familie der Segler (Apodidae), der zwei Arten zugerechnet werden: der in Südostasien beheimatete Silberbürzelsegler und der im äquatorialen Afrika vorkommende Sumpfsegler. Beide Arten sind recht kleine Vertreter der Tribus Chaeturini.

## Merkmale
Die Körperlänge beider Arten liegt ungefähr bei 11 Zentimetern. Beide Vertreter der Gattung haben vorwiegend stark glänzendes, dunkles Gefieder und weisen einen weißen Bereich vom Bürzel bis zu den Oberschwanzdecken auf. Im Gegensatz zum Silberbürzelsegler sind beim Sumpfsegler auch der Bauch und die Unterschwanzdecken weiß gefärbt. 
Bei beiden Arten bedecken die Oberschwanzdecken den Schwanz vollständig. 
Die für Vertreter der Tribus Chaeturini typischen „Schwanzdornen“ – über die Fahnen der Steuerfedern hinausragende Federkiele – übertreffen deutlich das Ende des Schwanzes, sind aber sehr dünn.

## Systematik
Die Arten dieser Gattung wurden ursprünglich der Gattung  Chaetura zugerechnet, im Zuge der durch R. K. Brooke 1970 erfolgten Aufteilung der Gattung Chaetura wurden die Rhaphidura-Arten eine eigenständige Gattung. Trotz der gelegentlich vertretenen Ansicht, dass diese Arten eng mit denen der Gattung Zoonavena verwandt sind, hat sich am Status dieser Gattungen seither nichts geändert.
Die folgenden Arten werden der Gattung zugerechnet:
- Silberbürzelsegler (Rhaphidura leucopygialis, auch Raphidura leucopygialis)
- Sumpfsegler (Rhaphidura sabini, auch Raphidura sabini)